# Toyota City Challenger
Il Toyota City Challenger è stato un torneo professionistico di tennis giocato su campi in cemento. Faceva parte dell'ATP Challenger Series e si giocava a Toyota, in Giappone. Sono state disputate solo le edizioni del 1980 e del 1982.

## Albo d'oro

### Singolare
| Anno | Campione        | Finalista     | Punteggio     |
| ---- | --------------- | ------------- | ------------- |
| 1980 | Russell Simpson | Brad Drewett  | 6–4, 6–4      |
| 1981 | Non disputato   | Non disputato | Non disputato |
| 1982 | Wally Masur     | Joel Bailey   |               |

### Doppio
| Anno | Campioni               | Finalisti                    | Punteggio            |
| ---- | ---------------------- | ---------------------------- | -------------------- |
| 1980 | Syd Ball Cliff Letcher | Chris Kachel Russell Simpson | 6–3, 6–4             |
| 1981 | Non disputato          | Non disputato                | Non disputato        |
| 1982 | Doppio non disputato   | Doppio non disputato         | Doppio non disputato |